# Elisabeth Hartenstein
Elisabeth Hartenstein (* 15. November 1900 in Leipzig-Connewitz; † 23. November 1994 in Leipzig) war eine deutsche Schriftstellerin, deren kulturhistorische Belletristik und Sachliteratur häufig das Thema Pferde behandelte.

## Leben
Elisabeth Hartenstein war die Tochter eines Beamten. Sie wuchs in Connewitz (altsorbisch: Konowiza = „Ort, wo die Pferde weiden“) auf. Ihre Beziehung zu Pferden entwickelte sich im ländlichen Connewitz früh, weil sich in der Nähe ihres Elternhauses eine Pferdeschwemme an der Mühlpleiße befand. Sie war zehn Jahre alt, als sie zum ersten Mal ein Pferd reiten durfte. Ihre Mutter spendierte ihr 1910 für 50 Pfennig den Ritt in einem Zelt mit Manege auf der Kleinmesse in Leipzig.
Ihre Großmutter erzählte ihr Geschichten und ermutigte die Enkelin, die eigene Phantasie zu entwickeln. Als Zwölfjährige schrieb sie mit einer Freundin die Oper Strandkinder, die ihre Mitschüler aufführten.
Nach dem Ende der Schulzeit besuchte sie ein Lehrerinnenseminar. Die Ausbildung entsprach jedoch nicht ihren Vorstellungen. Ihr Vater nahm sie aus dem Seminar und schickte sie nach Württemberg, wo sie eine landwirtschaftliche Schule besuchte. Dort konnte sie ihrer Pferdebegeisterung nachgehen und zwei vom Militär ausgeliehene Pferde trainieren und auf Rennen vorbereiten. Außerdem war sie als Eiskunstlauftrainerin tätig. Während des Zweiten Weltkriegs arbeitete sie von 1940 bis 1945 als Jockey auf der Leipziger Galopprennbahn, bestritt jedoch keine Rennen.
Nach Kriegsende war sie für den Mitteldeutschen Rundfunk tätig und veröffentlichte unter anderem Lyrik in Tageszeitungen. Ab 1950 arbeitete sie freischaffend, weiterhin auch für den Mitteldeutschen Rundfunk, und wurde im selben Jahr Mitglied des Kulturbunds. Als dieser 1952 reorganisiert wurde, blieb sie nicht dabei. Nachdem sie mehrere Jahre als Schriftstellerin gearbeitet hatte, schloss sie sich dem Deutschen Schriftstellerverband an.
1953 veröffentlichte sie ihr erstes Buch. Als letzter Titel erschien 1989 das Jugendbuch Sturm zwischen Euphrat und Tigris in der Reihe Spannend erzählt des Verlags Neues Leben. In Übersetzungen erschienen ihre Werke in Rumänien, Ungarn und der Tschechoslowakei sowie in Großbritannien, in Lizenzausgaben außerdem in Westdeutschland.

## Werke (Auswahl)
- Mit dem Pferd durch die Jahrtausende. Illustrationen: Heinz Dost, Verlag Neues Leben, Berlin 1956.
- Der rote Hengst. Illustrationen: Ursula Mattheuer, Prisma-Verlag, Leipzig 1967.
- Ein goldenes Pferd für Yüan. Illustrationen: Alexander Alfs, Prisma-Verlag, Leipzig 1970.
- Der Schatten Alexanders. Verlag Neues Leben, Berlin 1976.
- Abschied von Alexander. Verlag Neues Leben, Berlin 1982.
- Sturm zwischen Euphrat und Tigris. Verlag Neues Leben, Berlin 1989, ISBN 978-3-355-00825-9.
- Am Rande der Wildnis